# Мербуш-Ильверих
Ильверих (нем. Ilverich), — один из 8 административных районов города Мербуш, земля Северный Рейн-Вестфалия, Германия.

## География

### Географическое положение
Территория городского административного района Ильверих расположена на востоке города Мербуш, в прибрежной зоне Рейна. На территории района отсутствуют железные дороги, но с северо-запада на юго-восток его пересекает построенный в 2002 году автобан А44, ближайшая развязка которого находится в километре северо-западнее Ильвериха. Из других автомобильных дорог по территории района проходят только местные К9 и К16. Причалов на Рейне нет. В целом географическое положение можно назвать выгодным, но с неиспользованными до конца возможностями.

### Соседние территории
По Рейну у Ильвериха проходит общая граница с Дюссельдорфом. Все остальные соседние территории являются районами Мербуша. Если следовать против часовой стрелки от Рейна, Ильверих граничит со следующими районами города Мербуша: Лангст-Кирс (Langst-Kiers), Ланк-Латум (Lank-Latum), Штрюмп (Strümp) и Бюдерих (Büderich).

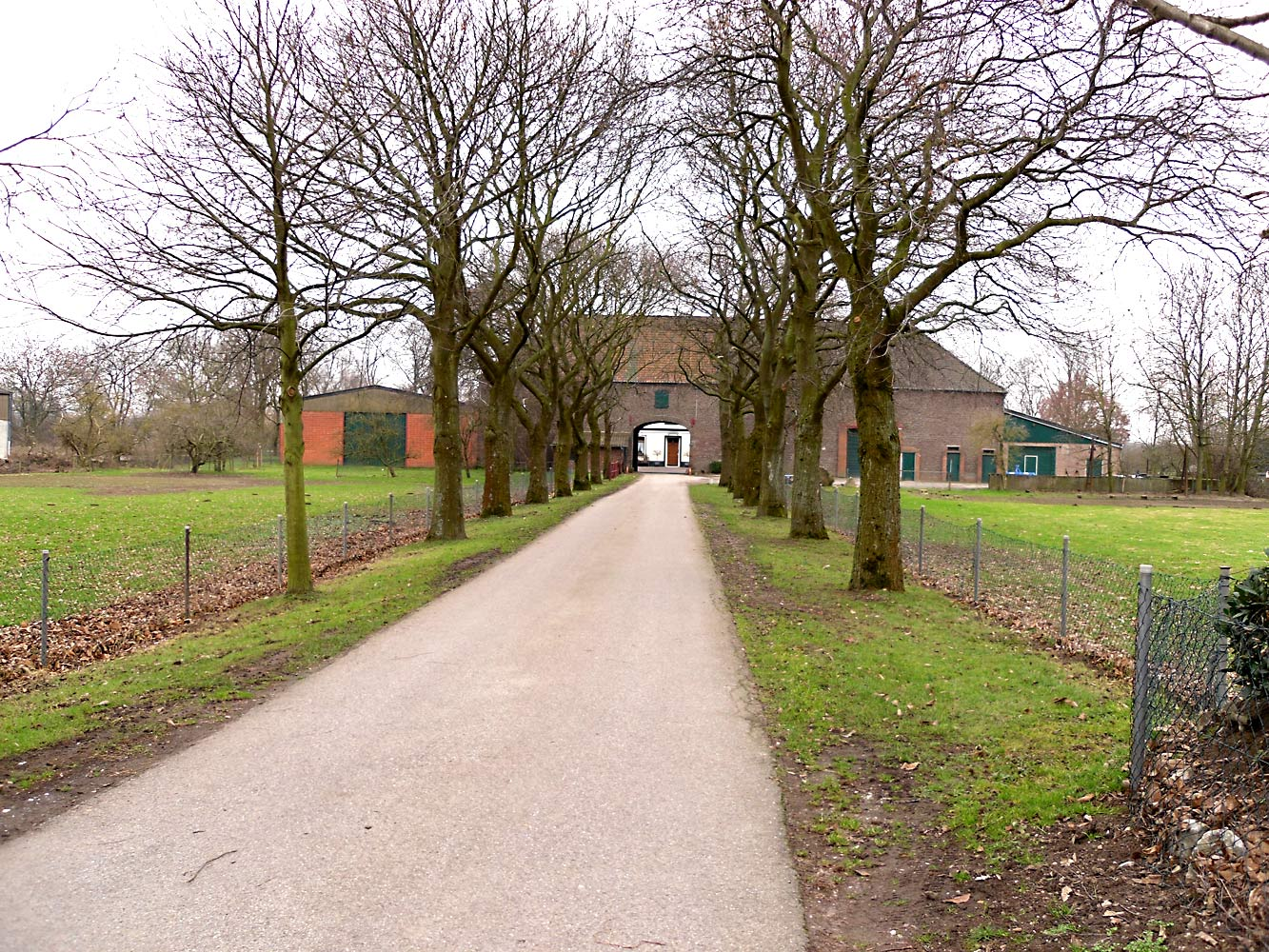
Ильверих, деревенская усадьба

## Общая характеристика
Центром района является единственная деревенская улица, носящая название Ильверих, вокруг которой расположены сельскохозяйственные угодья или охраняемые законом природные ландшафтные комплексы. Кроме собственно Ильвериха известны отдельные крестьянские усадьбы, такие как Альт-Иззельхоф (Alt-Isselhof), Шультенхоф (Schultenhof), Брокхоф (Brockhof).
Южнее селения Ильверих расположена одна из важных заповедных территорий Нижнего Рейна, называемая «Ильверихская петля Старого Рейна» (Ilvericher Altrheinschlinge), занимающая более половины территории всего района. Здесь находят приют многие редкие птицы и звери. Только центральная часть петли не является заповедником и на ней расположены очистные сооружения «Дюссельдорф-Север».

## История
Археологические раскопки привели к обнаружению на территории района двора периода римской империи, но неясно, была ли это отдельная постройка или поселение. Затем веками здесь располагалось небольшое германское крестьянское подворье.
В 1827 году было построено первое и единственное до сего дня общественное здание — начальная школа. Под одной крышей располагались школьный класс и квартира учителя. Из-за отсутствия церкви или часовни, в 1859 году наз зданием школы установили небольшой колокол, звонивший на погребения, а также в обеденные перерывы. В 1962 году к зданию была добавлена пристройка для отдыха школьников. В 1968 году школу закрыли, а школьники стали ездить в соседний Ланк. Здание было продано семейной паре Пауль, которые открыли в нём галерею изобразительного искусства. В Ильверихе частым гостем бывал известный дюссельдорфский художник Иозеф Бойс, выставлявший здесь свои произведения. В 1996 году «Галерея Ильверих» из-за нерентабельности была закрыта и в настоящее время здание является частной собственностью и используется как жилой дом.
До 1890 года селение Ильверих подвергалось регулярным наводнениям. Только со строительством дамбы, оградившей селение от Рейна наводнения прекратились. Но всё же в 1920 году дамба была прорвана. Это было последнее наводнение, после которого дамбу значительно подняли и укрепили.

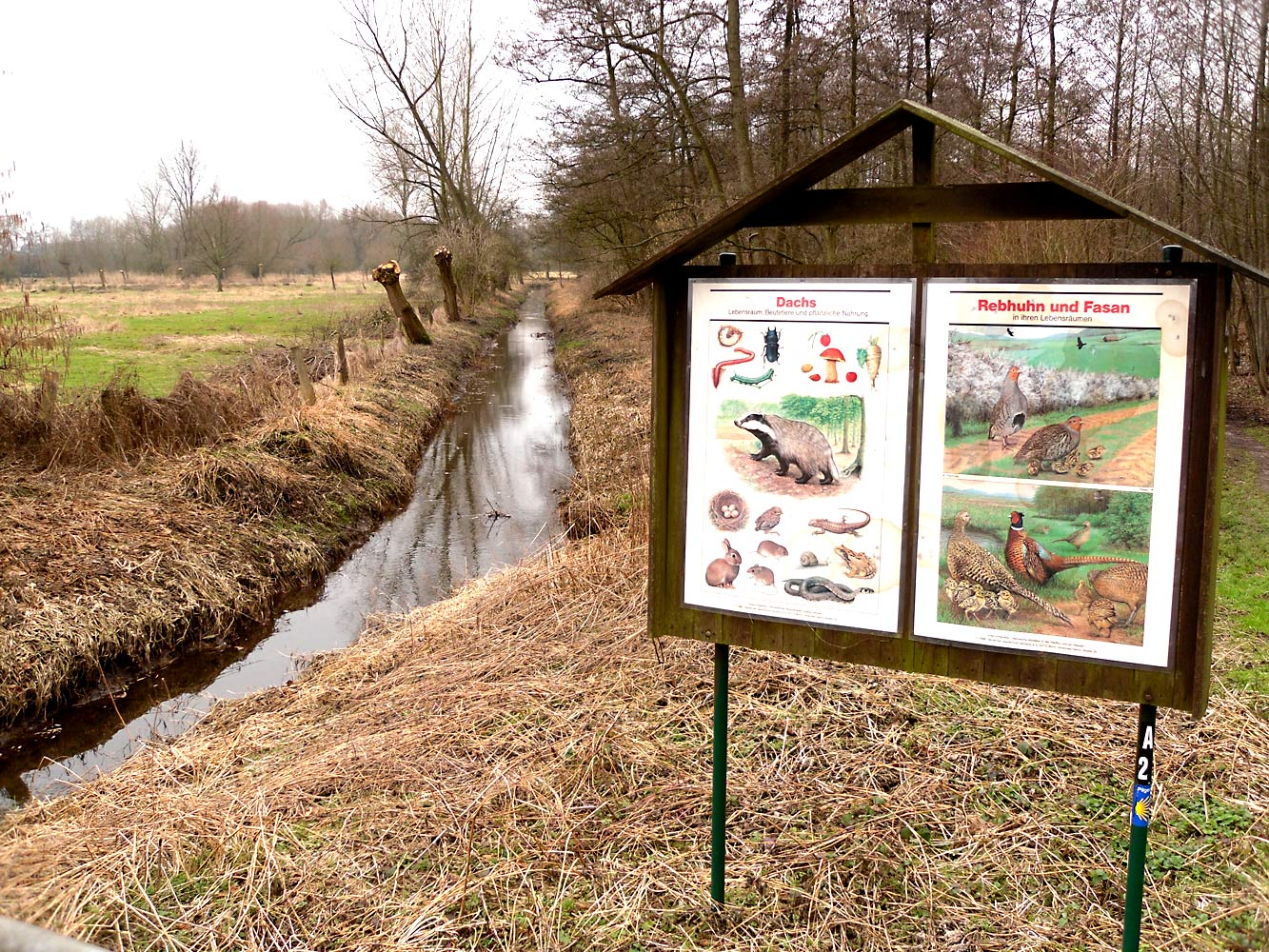
Ильверихская петля Старого Рейна

В последние годы XX века в Ильверихе широко распространились протестные настроения и активные действия против строительства автобана А44, который, согласно проекту, должен был рассечь заповедную территорию «Петли Старого Рейна». Был найден компромисс, согласно которому автобан в пределах заповедной зоны был пущен по туннелю.

## Туризм и достопримечательности
Удалённость от промышленных центров и красоты природы привлекают в Ильверих множество туристов и отдыхающих. Через поля, луга и дамбы проложено много пешеходных и велосипедных дорожек. Ильверих считается одним из самых привлекательных туристских районов в окрестностях Дюссельдорфа. В целом равнинный рельеф создаёт возможность участвовать в походах и прогулках как детям, так и пожилым людям.
К достопримечательностям Ильвериха относятся:
- заповедная территория «Ильверихская петля Старого Рейна»
- берег Рейна
- центр посёлка Ильверих со зданием школы с колоколом
- ручей Мюлленбах (Mühlenbach)
- мост автобана А44 через Рейн («Мост Аэропорта»)
- старые крестьянские усадьбы

По территории района проложены туристские маркированные маршруты. Стенды с картами туристских возможностей района установлены на пересечении троп и дорог.

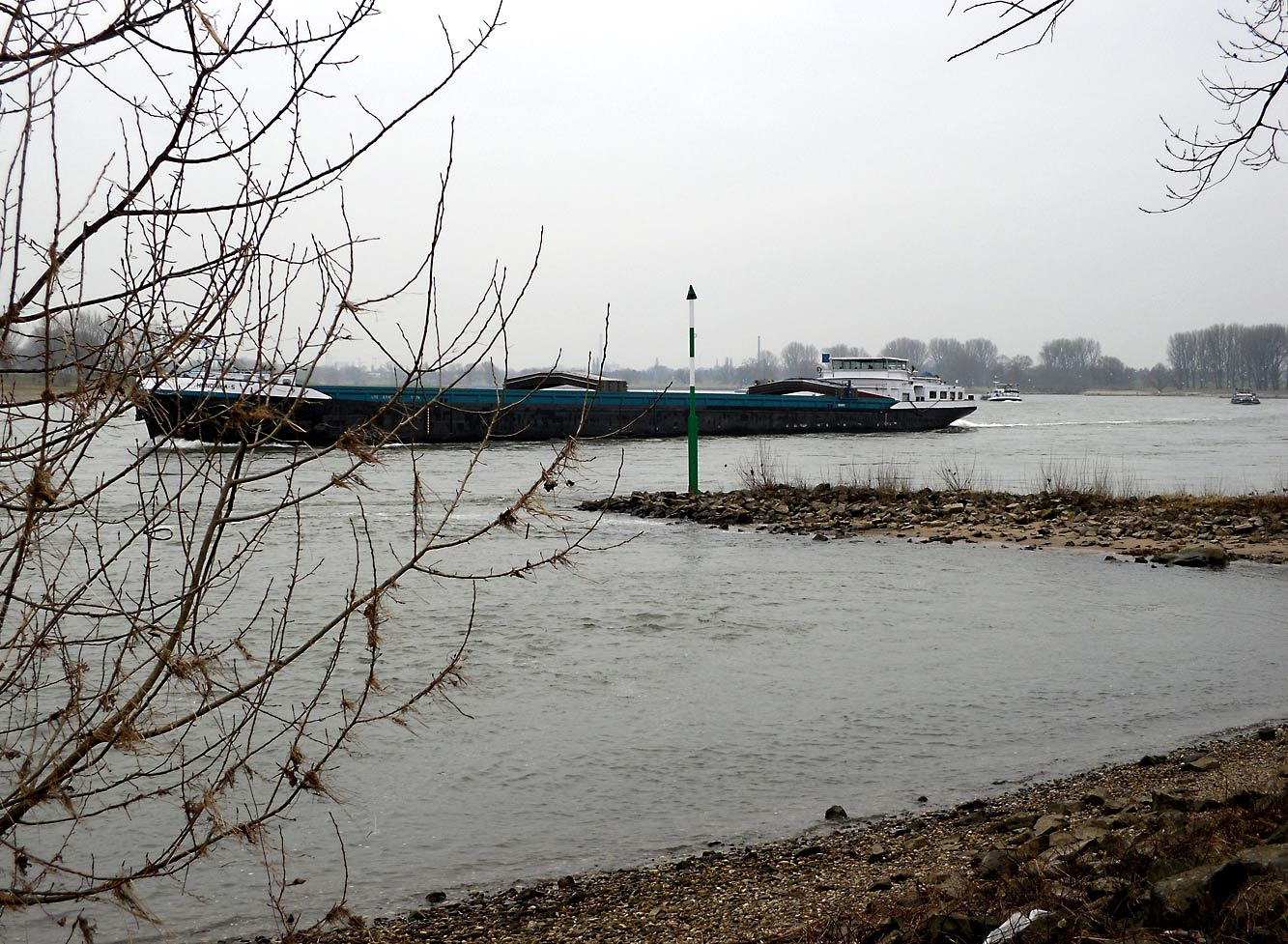
Рейн у Ильвериха